# Charles Q. Brown Jr.
Charles Quinton Brown Jr. (San Antonio, 1962) é um militar e general americano que serviu como chefe da força aérea e foi ainda vice-comandante do Comando Central estadunidense.
De outubro de 2023 a fevereiro de 2025, foi Chefe do Estado-Maior das Forças Armadas dos Estados Unidos. O general Brown foi abruptamente demitido do cargo em 21 de fevereiro de 2025 pelo Presidente Donald Trump. Trump anunciou posteriormente que Brown seria substituído pelo general aposentado John D. Caine.

## Vida pregressa
A carreira ativa de Brown começou em 1984, quando ele foi contratado como segundo tenente. Ele era um graduado distinto do Corpo de Treinamento de Oficiais da Reserva da Força Aérea, por ser bacharel em engenharia civil na Texas Tech University em Lubbock (Texas). Ele é irmão do capítulo Eta Upsilon da fraternidade Alpha Phi Alpha. 
Em 1994, Brown obteve um mestrado em ciências aeronáuticas pela Universidade Aeronáutica Embry-Riddle, em Daytona Beach, Flórida. 
Em 2012, a Texas Tech Alumni Association declarou Brown como "Distinguished Graduate" da Texas Tech University. 

## Carreira militar

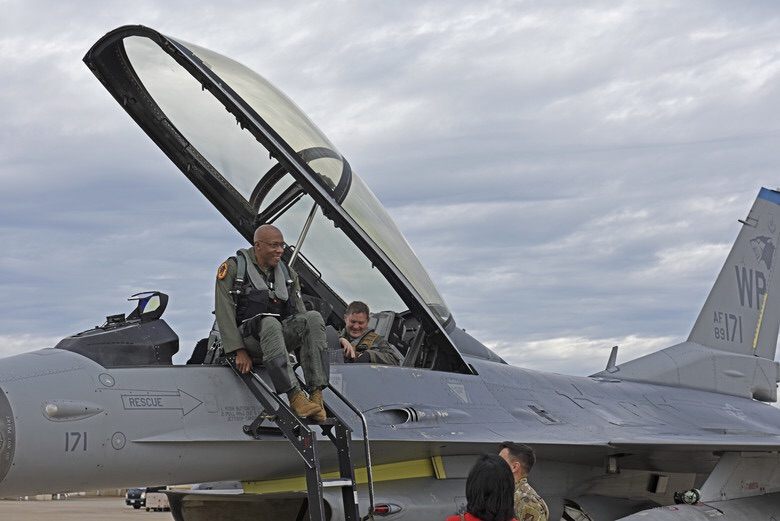
General Charles Brown em um F-16.

Na época de sua promoção a general de brigada, Brown era comandante da 31ª ala de caças da Base Aérea de Aviano (Itália).
Brown serviu em várias posições no esquadrão e na ala, incluindo uma atribuição à Escola de Armas da Força Aérea dos Estados Unidos como instrutor de F-16. Seus cargos na equipe incluem assessor de campo do Chefe do Estado Maior da Força Aérea ; diretor, secretário da Força Aérea e chefe de equipe do Grupo de Ação Executiva; vice-diretor de operações do Comando Central dos EUA, e; bolsista de defesa nacional no Instituto de Análises de Defesa, Alexandria (Virginia).
Brown comandou um esquadrão de caça, a Escola de Armas da Força Aérea dos Estados Unidos e duas asas de caça. Antes de sua missão atual, ele atuou como: diretor, operações, dissuasão estratégica e integração nuclear, sede das Forças Aéreas dos EUA na Europa - Forças Aéreas da África, Base Aérea de Ramstein, Alemanha. 
Em julho de 2018, assumiu as Forças Aéreas do Pacífico, substituindo o comandante interino Jerry Martínez, na função de comandante de componentes aéreos do Comando Indo-Pacífico dos Estados Unidos e diretor executivo da equipe de operações de combate aéreo do Pacífico. Como comandante de componentes aéreos do CENTCOM, foi responsável pelo desenvolvimento de planos de contingência e pela condução de operações aéreas em uma área de responsabilidade de 20 países, cobrindo a Ásia Central e Sudoeste.
Em março de 2020, o presidente Donald Trump indicou Brown para se tornar o próximo chefe do Estado-Maior da Força Aérea dos Estados Unidos, sucedendo a David L. Goldfein. Em junho de 2020, Brown foi confirmado por unanimidade pelo Senado dos Estados Unidos para suceder como Chefe do Estado-Maior da Força Aérea.
Em maio de 2023, Brown foi nomeado pelo presidente Joe Biden para substituir o General Mark Milley como o 21º Chefe do Estado-Maior das Forças Armadas dos Estados Unidos, a mais alta posição militar do país. Ele foi confirmado pelo Senado em 30 de setembro de 2023 e assumiu o cargo em 29 de setembro.
Durante o período como chefe das forças armadas, ele afirmou que os Estados Unidos tinha condições de apoiar Israel e a Ucrânia ao mesmo tempo e avisou o Irã a não interferir na guerra em Gaza. Em agosto de 2024, o general Brown visitou Israel.
Em 21 de fevereiro de 2025, Presidente Trump demitiu Brown de sua posição como Chefe das Forças Armadas. Trump então nomeou John D. Caine como o sucessor dele.

## Educação

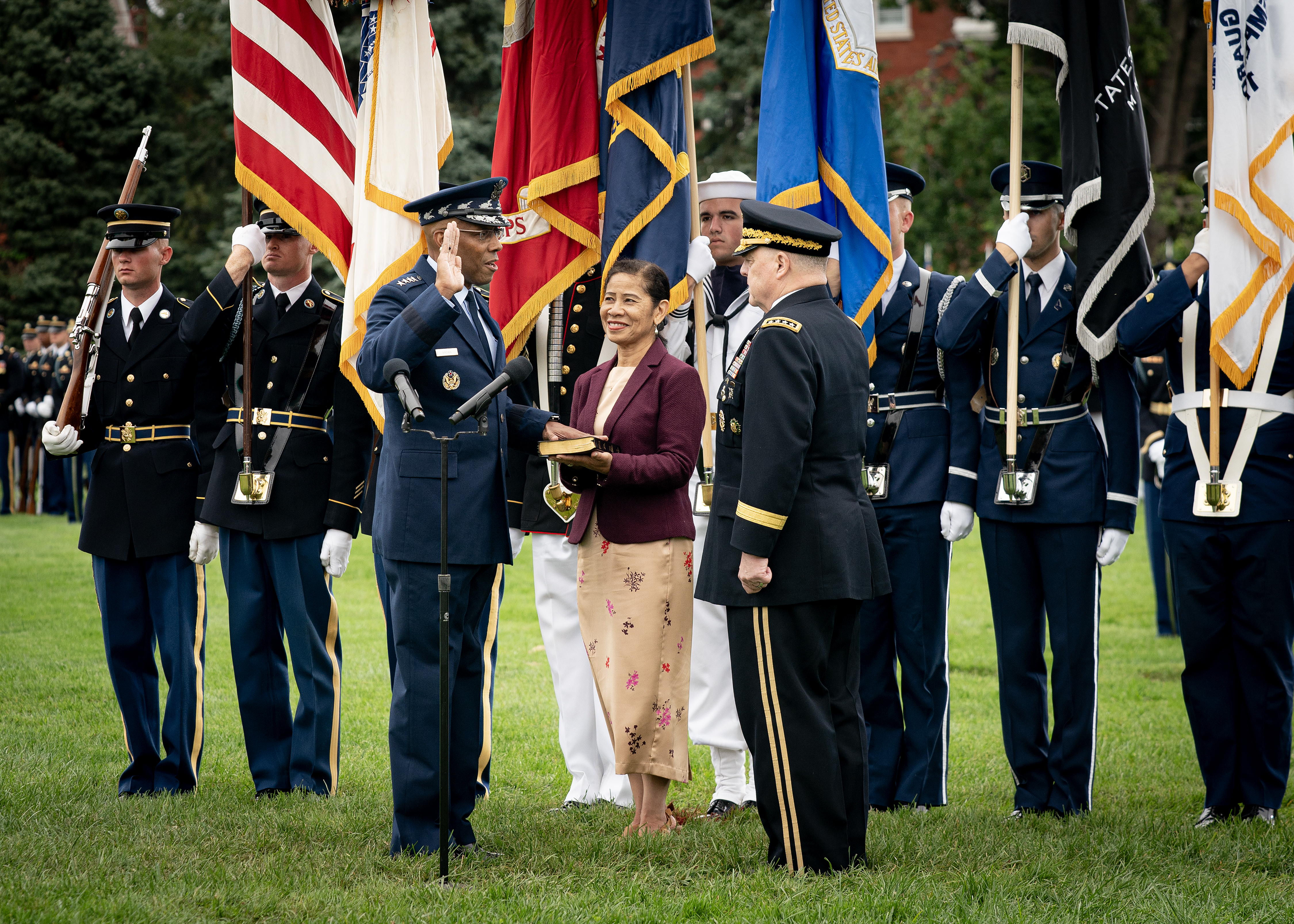
Brown é empossado como Chefe do Estado-Maior Conjunto por seu antecessor, o General Mark Milley, em 29 de setembro de 2023.

1. 1984 Bacharel em Engenharia Civil, Texas Tech University, Lubbock
2. 1991 Escola de Armas de Caça da Força Aérea dos EUA, Nellis Air Force Base, Nev.
3. 1992 Squadron Officer School, Maxwell AFB, Alabama.
4. 1994 Mestre em Ciências Aeronáuticas, Universidade Aeronáutica Embry-Riddle, Daytona Beach, Flórida.
5. 1997 Graduado emérito, Escola de Comando e Estado-Maior da Força Aérea, Maxwell AFB, Ala.
6. 2000 Air War College, Maxwell AFB, Alabama.
7. Bolsista de Defesa Nacional de 2004, Instituto de Análises de Defesa, Alexandria, Va.
8. 2008 AF Senior Leadership Course, Centro de Liderança Criativa, Greensboro, NC
9. 2012 Curso de Comandante de Componentes Aéreos da Força Conjunta, Maxwell AFB, Ala.
10. Curso de Combate à Guerra do Oficial de Bandeira de 2014, Maxwell AFB, Ala.
11. 2015 Pinnacle Course, Universidade de Defesa Nacional, Fort Lesley J. McNair, Washington, DC
12. 2017 Liderança no Pico, Centro de Liderança Criativa, Colorado Springs, Colorado. [4]

## Atribuições
1. Maio de 1985 - abril de 1986, estudante, treinamento de pilotos de graduação, 82º Esquadrão de Estudantes, Williams AFB, Ariz.
2. Maio de 1986 - julho de 1986, estudante, treinamento de caça, 434th Esquadrão de Treinamento de Caça Tático, Holloman, AFB, NM
3. Agosto de 1986 - março de 1987, estudante, treinamento de F-16, 62º Esquadrão de Treinamento de Caça Tático, MacDill AFB, Flórida.
4. Abril de 1987 - outubro de 1988, piloto de F-16, 35º Esquadrão de Caça Tático, Base Aérea de Kunsan, Coréia do Sul
5. Novembro de 1988 - abril de 1991, piloto instrutor de F-16, oficial de combate eletrônico da asa e examinador de vôo de padronização e avaliação de asa, 307 e 308 esquadrões de caça tático, Homestead AFB, Flórida.
6. Abril de 1991 - agosto de 1991, estudante do Curso de Instrutor de Armas de Caça da Força Aérea dos EUA, Nellis AFB, Nev.
7. Agosto de 1991 a agosto de 1992, oficial de armas do esquadrão F-16 e comandante de vôo, 307th Fighter Squadron, Homestead AFB, Flórida.
8. Setembro de 1992 - outubro de 1994, instrutor da escola de armas e examinador de vôo de padronização e avaliação, Divisão F-16, Escola de Armas da Força Aérea dos EUA, Nellis AFB, Nev.
9. Outubro de 1994 - julho de 1996, assessor de campo do Chefe do Estado Maior, Quartel General da Força Aérea dos EUA, Arlington, Va.
10. Agosto de 1996 - junho de 1997, estudante, Comando Aéreo e Faculdade de Pessoal, Maxwell AFB, Ala.
11. Junho de 1997 a setembro de 1997, estudante do Colégio das Forças Armadas, Universidade de Defesa Nacional, Norfolk, Va.
12. Setembro de 1997 - novembro de 1999, oficial de operações aéreas, Divisão de Operações Atuais, Diretoria de Operações, Comando Central dos EUA, MacDill AFB, Flórida.
13. Novembro de 1999 - junho de 2003, piloto instrutor de F-16CJ e oficial assistente de operações, 79º Esquadrão de Caças; comandante de vôo de armas e treinamento, 20º Esquadrão de Apoio às Operações; oficial de operações, 55º esquadrão de caça; e comandante, 78º esquadrão de combate, Shaw AFB, SC
14. Julho de 2003 - junho de 2004, Bolsista de Defesa Nacional, Instituto de Análises de Defesa, Alexandria, Va.
15. Junho de 2004 - junho de 2005, Vice-Chefe, Divisão de Integração de Programas, Diretoria de Programas, Quartel-General da Força Aérea dos EUA, Arlington, Va.
16. Julho de 2005 - maio de 2007, Comandante, Escola de Armas da USAF, 57a ala, Nellis AFB, Nev.
17. Maio de 2007 - maio de 2008, Comandante, 8ª Ala de Caça, Kunsan AB, Coréia do Sul
18. Junho de 2008 - maio de 2009, Diretor, Secretário da Força Aérea e Chefe de Gabinete do Grupo de Ação Executiva, Sede da Força Aérea dos EUA, Arlington, Va.
19. Junho de 2009 - abril de 2011, Comandante, 31a Ala de Caça, Aviano AB, Itália
20. Maio de 2011 - maio de 2013, vice-diretor, diretor de operações, comando central dos EUA, MacDill AFB, Flórida.
21. Maio de 2013 - fevereiro de 2014, vice-comandante do Comando Central das Forças Aéreas dos EUA; Vice-Comandante do Componente Aéreo das Forças Combinadas, Comando Central dos EUA, Sudoeste Asiático
22. Março de 2014 - junho de 2015, diretor de operações, dissuasão estratégica e integração nuclear da sede das Forças Aéreas dos EUA na Europa - Forças Aéreas da África, Ramstein AB, Alemanha
23. Junho de 2015 - julho de 2016 comandante, comando central das forças aéreas dos EUA; Comandante do Componente Aéreo de Força Combinada, Comando Central dos EUA, Sudoeste Asiático
24. Julho de 2016 - julho de 2018, vice-comandante do Comando Central dos EUA, MacDill AFB, Flórida.
25. Julho de 2018 - setembro de 2023, comandante, forças aéreas do Pacífico; Comandante de componentes aéreos do Comando Indo-Pacífico dos EUA; e diretor executivo, equipe de operações da Pacific Air Combat, Base Comum Pearl Harbor-Hickam, Havaí [4]
26. Setembro de 2018 - presente, Chefe do Estado-Maior Conjunto dos Estados Unidos

## Informações de voo
Classificação: piloto de comando; horas de vôo: mais de 2 900 horas, incluindo 130 horas de combate; aeronaves voadas: F-16A / B / C / D, AC-130U, AH-64, AT-38, B-1B, B-2A, B-52H, C-130J, E-8C, HH-60G, KC -135, MV-22, T-37 e T-38.

## Prêmios e condecorações
Brown recebeu os seguintes prêmios e condecoração: 
| Outros apetrechos |                                                                     |
|                   | Emblema do piloto de comando da força aérea dos EUA                 |
|                   | Emblema da força aérea da sede                                      |
|                   | Distintivo Asas de Ouro da Força Aérea das Filipinas (maio de 2019) |

## Promoções
| Insígnia | Classificação      | Encontro                |
| -------- | ------------------ | ----------------------- |
|          | General            | 26 de julho de 2018     |
|          | tenente general    | 29 de junho de 2015     |
|          | Major-General      | 3 de julho de 2013      |
|          | General de brigada | 20 de novembro de 2009  |
|          | Coronel            | 1 de junho de 2005      |
|          | tenente-coronel    | 1 de julho de 1999      |
|          | Major              | 1 de agosto de 1996     |
|          | Capitão            | 28 de fevereiro de 1989 |
|          | Primeiro-tenente   | 28 de fevereiro de 1987 |
|          | Segundo tenente    | 28 de fevereiro de 1985 |